# Rafał Brzoska
Rafał Brzoska (* 1977) ist ein polnischer Unternehmer und Präsident des Logistikunternehmens Integer.pl Capital Group.

## Werdegang
Brzoska besuchte das Jan-Kasprowicz-Gymnasium in Racibórz, und später die Wirtschaftsuniversität Krakau.
Während seines dritten Studienjahres gründete er das Unternehmen Integer, das mit einem Kapital von 20.000 Złoty (5.000 US-Dollar, Stand 1999) zunächst auf die Gestaltung von Websites spezialisiert war. Nach einigen Verlustmonaten stellte das Unternehmen auf die Verteilung von Flugblättern um und wurde erfolgreich. 2006 gründete er Integer.pl Capital Group und schuf ein Netz von Selbstbedienungsbriefkästen.
Das Unternehmen ging im Januar 2021 in Amsterdam an die Börse und sammelte bei seinem IPO über 3 Milliarden US-Dollar ein.

## Privates
Im Jahr 2019 heiratete Brzoska die polnische Journalistin Omenaa Mensah. Sie haben einen Sohn, Vincent, der 2017 geboren wurde. Brzoska hat zwei Töchter aus einer früheren Beziehung.

## Vermögen
Forbes schätzte im Januar 2022 sein Vermögen auf 1,3 Milliarden US-Dollar.